# ヤング・ラヴ
「ヤング・ラヴ」（英: Young Love（））は、アメリカの男性歌手 イーライ・リーブの楽曲。
この曲は同性愛、特にゲイを題材として作られており、ミュージックビデオも同じ題材を取り扱った内容となっている。
イーライはこの曲のミュージックビデオで自らがゲイであることをカミングアウトした。

## 収録曲
デジタル配信
1. 「ヤング・ラヴ」 – 3:36